# Narguiz Pachayeva
Narguiz Arif qyzy Pachayeva (en azéri : Nərgiz Arif qızı Paşayeva), née le 13 décembre 1962 à Bakou, est une universitaire azerbaïdjanaise. Elle est vice-présidente de l'Académie nationale des sciences d'Azerbaïdjan depuis 2017 et coprésidente de la société caritative « anglo-azerbaïdjanaise ». Elle est docteure ès science en philologie et rectrice de la branche de l'université d'État de Moscou Lomonosov à Bakou.

## Biographie

### Enfance et formation
Narguiz Pachayeva est la fille d'Arif Pachayev et d'Aïda Imanguliyeva. Elle est la sœur de la Première dame d'Azerbaïdjan, Mehriban Aliyeva.
De 1968 à 1978, elle fait ses études à l’école spéciale de musique Bul-Bul. Elle est diplômée de l'université d'État de Bakou en 1983 et autrice d'une thèse intitulée de « L’innovation dans l’œuvre de M. A. Sabir » et d'un doctorat en philologie. 
En 2004, elle soutient sa thèse de doctorat « Perception artistique et esthétique de l'homme dans la littérature azerbaïdjanaise moderne (basée sur le travail de Elchin Afandiyev) ». En 2005, elle obtient son diplôme de docteure en philologie.

### Carrière
À partir de 1987, Pachayeva commence à enseigner à l'université de Bakou, puis devient chargée de cours de la chaire « Littérature azerbaïdjanaise » à partir de 2005. Elle devient ensuite directrice du département « langue et littérature » à l'Académie de musique de Bakou (1994-2010).
Après avoir brièvement repris ses études entre 2004 et 2005, elle travaille comme vice-rectrice aux relations internationales de l'université d'État de Bakou entre 2006 et 2008. C'est à cette période, en 2007, qu'elle rejoint l'Union des écrivains d'Azerbaïdjan, avant d'être nommée rectrice de la filiale de Bakou de l'université d'État Lomonosov de Moscou l'année suivante. Elle est professeure honoraire de cette université depuis 2015.
Depuis octobre 2009, elle dirige le département de littérature classique azerbaïdjanaise de l'université d'État de Bakou[réf. nécessaire]. Courant 2014, elle est élue membre correspondant de l'Académie nationale des sciences d'Azerbaïdjan (ANSA) et en mai 2017 membre à part entière. Elle est élue vice-présidente de l'ANSA l'année qui suit.
Le 27 février 2019, Nargiz Pashayeva est élue académicienne (membre étranger) de l'Académie russe de l'éducation.
Elle est mariée à l'artiste Altai Sadiqzadeh.

## Activité
Elle signe un mémorandum au département d'études orientales de l'université d'Oxford,
Depuis 2006, elle est la créatrice et directrice artistique du théâtre ÜNS, spécialisé dans les mises en scène contemporaines. Narguiz Pashayeva est l'auteur du livret de l'opéra Qarabağnamə. Elle est également membre de la société caritative « anglo-azerbaïdjanaise ».

## Décorations
- 2008 : Pour le mérite dans l'amitié (Russie)[réf. nécessaire]
- 2009 : Scientifique émérite[14]
- 2011 : Médaille de l'UNESCO « Pour la diversité des cultures »[15]
- 2011 : Récipiendaire de l'ordre de l'amitié (Russie)[16]
- 2012 : Commandeur de l'ordre du Mérite hongrois[17]
- 2012 : Ordre d'or de la chambre économique européenne du commerce et de l'industrie (EEIG)[15]
- 2013 : Officier de l'ordre des Palmes Académiques[18]
- 2015 : Professeur honoraire de l'université d'État de Moscou[3]
- 2017 : Médaille d'or « Nezami Gandjavi » de l'Académie nationale des sciences d'Azerbaïdjan[19]
- 2019 : Membre de l'ordre de la Gloire[20]